# Список президентов стортинга Норвегии
Должность президента стортинга появилась в 1814 году с самого начала работы стортинга. В первых созывах было несколько председателей.
Ниже приведен полный список всех председателей стортинга.
| Период                    | Имя / Имена | Партия |
| ------------------------- | --- | --- |
| Эйдейсволльский парламент | | Отсутствовала |
| 1814                      | | Отсутствовала |
| 1815—1816                 | Вильгельм ФК. Кристи                                                                                                 | Отсутствовала |
| 1818                      | Георг Свердруп, Вильгельм ФК. Кристи, Вильгельм СВ. Сибберн                                                          | Отсутствовала |
| 1821                      | Ингельбрехт Кнудссон,Карстен Танк, Кристиан Магнус Фальсен, Андреас Арнтцзен, Валентин СВ. Сибберн\|\| Отсутствовала | |
| 1822                      | Карл Валентин, Валентин СВ. Сибберн                                                                                  | Отсутствовала |
| 1824                      | Герман Ведель Ярльсберг, Кристиан Крог, Георг Свердруп, Валентин СВ. Сибберн                                         | Отсутствовала |
| 1827                      | Нильс С. Шульц, Лауриц Вейдеманн, Герман Ведель Ярльсберг, Кристиан Крог                                             | Отсутствовала |
| 1828                      | Герман Ведель Ярльсберг                                                                                              | Отсутствовала |
| 1830                      | Ханс Риддервольд, Серен АВ. Сорессен, Нильс Арнтцзен, Герман Ведель Ярльсберг, Карл Валентин Фальсен                 | Отсутствовала |
| 1833                      | Серен АВ. Сорессен, Карл Валентин Фальсен, Ханс Риддервольд                                                          | Отсутствовала |
| 1836                      | Ханс Риддервольд, Серен АВ. Сорессен                                                                                 | Отсутствовала |
| 1836—1837                 | Йохан Хенрик Риё, Серен АВ. Сорессен                                                                                 | Отсутствовала |
| 1839                      | Ханс Риддервольд, Серен АВ. Сорессен                                                                                 | Отсутствовала |
| 1842                      | Ханс Риддервольд, Серен АВ. Сорессен                                                                                 | Отсутствовала |
| 1845                      | Серен АВ. Сорессен, Нильс Арнтцзен, Карл Валентин Фальсен                                                            | Отсутствовала |
| 1848                      | Хальвор Олаус Кристенсен, Георг Праль Харбитц, Ханс Риддервольд, Карл Валентин Фальсен                               | Отсутствовала |
| 1851                      | Ханс Й. С. Олль, Георг Праль Харбитц                                                                                 | Отсутствовала |
| 1854                      | Ханс Й. С. Олль, Георг Праль Харбитц                                                                                 | Отсутствовала |
| 1857                      | Ульрик Мотцфельд, Георг Праль Харбитц                                                                                | Отсутствовала |
| 1858                      | Ульрик Мотцфельд, Георг Праль Харбитц                                                                                | Отсутствовала |
| 1859—1860                 | Ханс Йорген С. Олль, Георг Праль Харбитц                                                                             | Отсутствовала |
| 1862—1863                 | Ханс Йорген С. Олль, Георг Праль Харбитц                                                                             | Отсутствовала |
| 1864                      | Георг Праль Харбитц                                                                                                  | Отсутствовала |
| 1865—1866                 | Нильс Фогт, Георг Праль Харбитц                                                                                      | Отсутствовала |
| 1868—1869                 | Ханс Йорген С. Олль, Георг Праль Харбитц                                                                             | Отсутствовала |
| 1871—1873                 | П. Даниэль Б. В. Кильдаль, Йохан Свердруп                                                                            | Отсутствовала |
| 1874—1876                 | Бернхард Л. Эссендорп, Йохан Свердруп                                                                                | Отсутствовала |
| 1877—1879                 | Бернхард Л. Эссендорп, Йохан Свердруп                                                                                | Отсутствовала |
| 1880—1882                 | Йохан Стин, Бернхард Л. Эссендорп, Йохан Свердруп                                                                    | Отсутствовала |
| 1882                      | Йоханесс Стин | Отсутствовала |
| 1883—1885                 | Йоханесс Стин, Йохан Свердруп                                                                                        | Отсутствовала |
| 1886—1888                 | Воллерт Конов, Сиверт А. Нильсен, Йоханесс Стин                                                                      | Либеральная партия (Норвегия) |
| 1889—1891                 | Томас Касинко Банг, Сильверт А. Нильсон, Олавус Ольсен Эскеланд, Эмиль Станг                                         | отсутствовала, Либеральная партия (Норвегия), Современная Либеральная партия (Норвегия) и Консервативная партия (Норвегия)                                |
| 1892—1894                 | Вигго Ульман, Сильверт А. Нильсон                                                                                    | Либеральная партия (Норвегия) |
| 1895—1897                 | Вигго Ульман, Сильверт А. Нильсон, Йоханнес Стин                                                                     | Либеральная партия (Норвегия) |
| 1898—1899/1900            | Вигго Ульман, Карл Бернер, Йоханнес Стин                                                                             | Либеральная партия (Норвегия) |
| 1900/1901—1902/1903       | Эдвард А. Лильедаль, Карл Бернер                                                                                     | Либеральная партия (Норвегия) |
| 1903/1904—1905/1906       | Карл Бернер, Йохан Х. П. Торн, Франк Хагеруп                                                                         | Либеральная партия (Норвегия), Консервативная партия (Норвегия), Консервативная партия (Норвегия)                                                         |
| 1906/1907—1909            | Эдвард А. Лильедаль, Гуннар Кнудсен, Карл Бернер                                                                     | Либеральная партия (Норвегия) |
| 1910—1912                 | Магнус Хальворсен, Воллерт Конноу Йенс Братли                                                                        | Либеральная партия (Норвегия), Либеральная партия (Норвегия), Консервативная партия (Норвегия)                                                            |
| 1913—1915                 | Сёрен Тобиас Арстад, Йорген Левланд, Гуннар Кнудсен                                                                  | Либеральная партия (Норвегия) |
| 1916—1918                 | Ивар Петтерсон Твейтен, Мартин Ольсен Налум, Йохан Людвиг Мовинкель                                                  | Либеральная партия (Норвегия) |
| 1919—1921                 | Гуннар Кнудсен, Ивар Ликке, Андерс Буен, Ивар Петтерсен Твейтер, Отто Б. Хальворсен                                  | Либеральная партия (Норвегия), Консервативная партия (Норвегия), Рабочая партия (Норвегия), Либеральная партия (Норвегия)Консервативная партия (Норвегия) |
| 1922—1924                 | Ивар Ликке, Отто Б. Хальворсен                                                                                       | Консервативная партия (Норвегия) |
| 1925—1927                 | Карл Йоаким Хамбро, Гундер А. Я. Йахрен, Ивар Ликке                                                                  | Консервативная партия (Норвегия) |
| 1928—1930                 | Карл Йоаким Хамбро                                                                                                   | Консервативная партия (Норвегия) |
| 1931—1933                 | Карл Йоаким Хамбро                                                                                                   | Консервативная партия (Норвегия) |
| 1934—1936                 | Карл Йоаким Хамбро, Юхан Нюгорсволль                                                                                 | Консервативная партия (Норвегия), Рабочая партия (Норвегия)                                                                                               |
| 1937—1940                 | Карл Йоаким Хамбро                                                                                                   | Консервативная партия (Норвегия) |
| 1940—1945                 | Отсутствует из-за оккупации Норвегии Германией                                                                       | |
| 1945                      | Карл Йоаким Хамбро                                                                                                   | Консервативная партия (Норвегия) |
| 1945—1949                 | Густав Натвиг Педерсен, Фредерик Монсен                                                                              | Рабочая партия (Норвегия) |
| 1950—1953                 | Густав Натвиг Педерсен                                                                                               | Рабочая партия (Норвегия) |
| 1954—1957                 | Оскар Торп , Эйнар Герхардсен                                                                                        | Рабочая партия (Норвегия) |
| 1958—1961                 | Нильс Лангхелль, Оскар Торп                                                                                          | Рабочая партия (Норвегия) |
| 1961—1965                 | Нильс Лангхелль | Рабочая партия (Норвегия) |
| 1965—1972                 | Бернт Ингвальдсен | Консервативная партия (Норвегия) |
| 1972—1973                 | Лейф Грантли | Рабочая партия (Норвегия) |
| 1973—1981                 | Гутторм Хансен | Рабочая партия (Норвегия) |
| 1981—1985                 | Пер Хизинг-Даль | Консервативная партия (Норвегия) |
| 1985—1993                 | Джо Бенков | Консервативная партия (Норвегия) |
| 1993—2001                 | Кирсти Колле Грёндаль                                                                                                | Рабочая партия (Норвегия) |
| 2001—2005                 | Йорген Космо | Рабочая партия (Норвегия) |
| 2005—2009                 | Турбьерн Ягланд | Рабочая партия (Норвегия) |
| 2009—2013                 | Даг Тарье Андерсен                                                                                                   | Рабочая партия (Норвегия) |
| 2013 — 2018               | Олемик Томмессен | Консервативная партия (Норвегия) |
| 2018—2021                 | Трёэн, Туне Вильхельмсен                                                                                             | Консервативная партия (Норвегия) |
| 2021 — 2021               | Хансен, Ева Кристин                                                                                                  | Рабочая партия (Норвегия) |
| 2021 — н. в.              | Гараххани, Масуд | Рабочая партия (Норвегия) |